# Karl August Graf von Reisach
Karl August Graf von Reisach (ur. 6 lipca 1800 w Roth, zm. 22 grudnia 1869 w Contamine-sur-Arve) – niemiecki kardynał.

## Życiorys
Urodził się 6 lipca 1800 roku w Roth, jako syn Johanna Adama von Reisacha i Therese Freiin von Grumppenberg. Studiował na Uniwersytecie w Landshut, gdzie uzyskał doktorat utroque iure. 11 lipca 1836 roku został biskupem Eichstätt, a sześć dni później przyjął sakrę. W 1841 roku został biskupem koadiutorem diecezji w Monachium i Fryzyngi, zachowując biskupstwo Eichstätt. W 1846 roku zsukcedował arcybiskupstwo Monachium i Fryzyngi. 17 grudnia 1855 roku został kreowany kardynałem prezbiterem i otrzymał kościół tytularny Sant’Anastasia. Rok później zrezygnował z zarządzania archidiecezją. W 1861 roku został prefektem Kongregacji ds. Edukacji Katolickiej. W okresie 1867–1688 był kamerlingiem Kolegium Kardynałów. 22 stycznia 1868 roku został podniesiony do rangi kardynałem biskupem i otrzymał diecezję suburbikarną Sabina. Zmarł 22 grudnia 1869 roku w Contamine-sur-Arve.